# Blizny przeszłości
Blizny przeszłości – amerykański dramat obyczajowy z 1996 roku na podstawie sztuki Billy'ego Boba Thorntona.

## Obsada
- Billy Bob Thornton – Karl Childers
- Dwight Yoakam – Doyle Hargraves
- J.T. Walsh – Charles Bushman
- John Ritter – Vaughan Cunningham
- Lucas Black – Frank Wheatley
- Natalie Canerday – Linda Wheatley
- James Hampton – Jerry Woolridge
- Robert Duvall – ojciec Karla

## Fabuła
Karl Childers po 25 latach opuszcza szpital psychiatryczny. Trafił tam mając 12 lat po tym, jak zabił matkę i jej kochanka. Karl wraca do rodzinnego miasteczka, ale z powodu stanu umysłowego powrót do normalności nie jest prosty. Ale przypadkowo poznana rodzina proponuje mu gościnę.

## Nagrody i nominacje
Oscary za rok 1996
- Najlepszy scenariusz adaptowany - Billy Bob Thornton
- Najlepszy aktor - Billy Bob Thornton (nominacja)

Nagroda Satelita 1996
- Najlepszy scenariusz adaptowany - Billy Bob Thornton (nominacja)
- Najlepsza muzyka - Daniel Lanois (nominacja)
- Najlepszy aktor dramatyczny - Billy Bob Thornton (nominacja)